# شرکت رادیو و تلویزیون قزاقستان
شرکت رادیو و تلویزیون قزاقستان (قزاقی: Qazaqstan Radio and Television Corporation) شرکت دولتی رسانه‌ای قزاقستانی است، که در سال ۱۹۵۸ تأسیس شد.